# Erlöserkirche (Dresden)

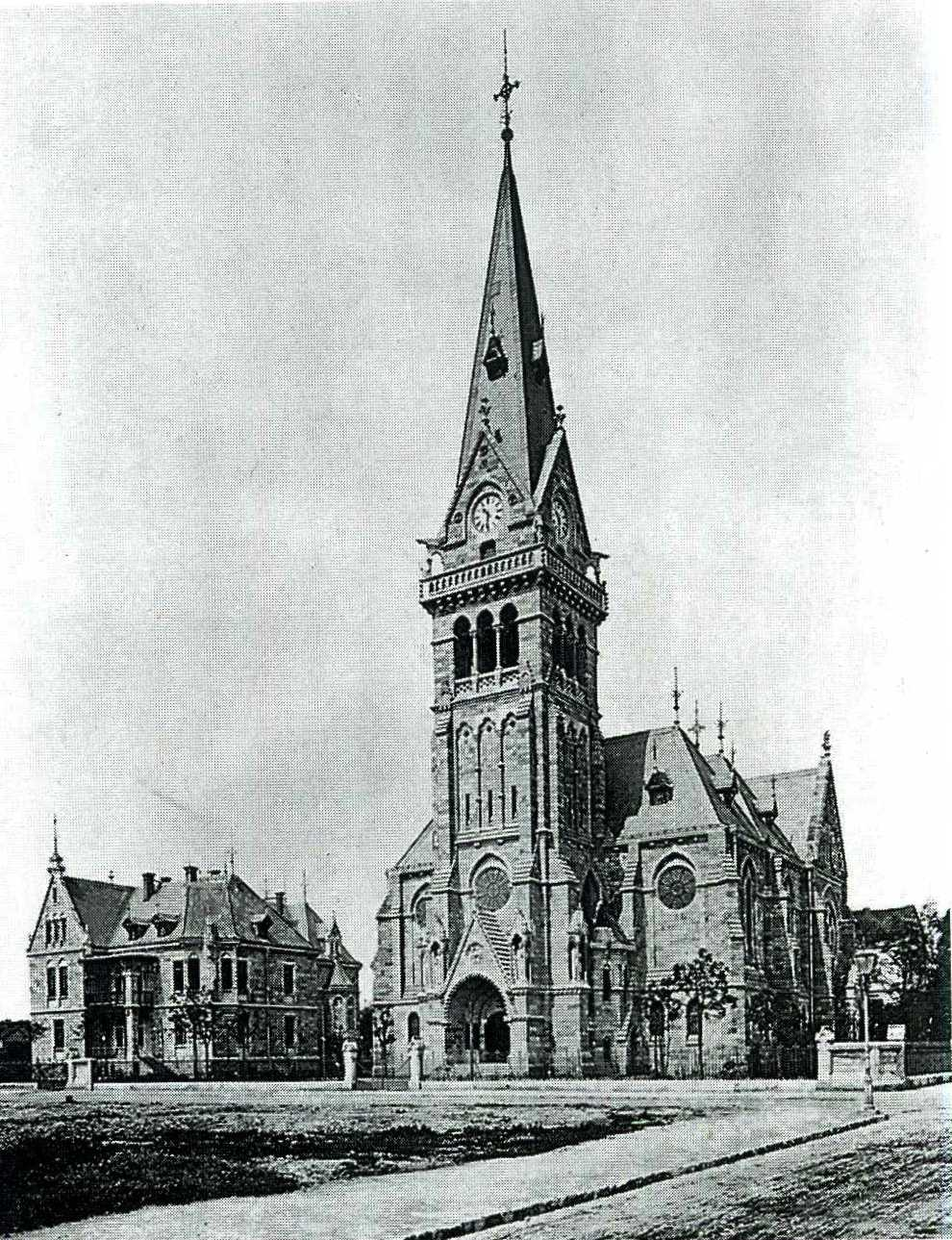
Erlöserkirche um 1880

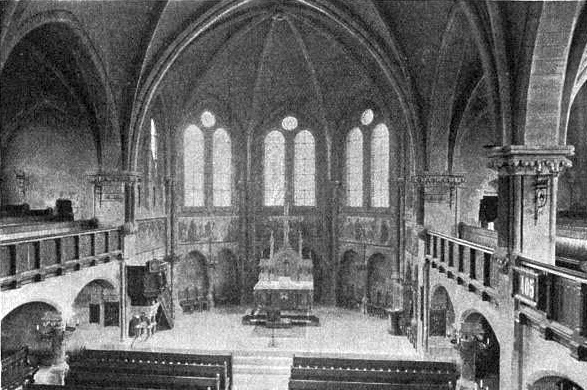
Inneres der Kirche um 1900

Die Erlöserkirche war die Kirche der Evangelisch-Lutherischen Gemeinde böhmischer Exulanten zu Dresden. Sie befand sich an der Paul-Gerhardt-Straße/Wittenberger Straße im Dresdner Stadtteil Striesen und war 1878–1880 von Gotthilf Ludwig Möckel im Stil der Neogotik erbaut worden.
Die Kirche wurde 1945 bei den Luftangriffen auf Dresden zerstört. Obwohl die Ruine für Freiluft-Gottesdienste wieder hergerichtet wurde, wurde sie auf Anweisung der DDR-Behörden 1961/1962 abgetragen.
Ihr Platz ist heute teils eine Grünfläche, teils stehen auf dem Grundstück Wohnhäuser. Teile des Interieurs und des bildhauerischen Schmucks konnten vor dem Abriss gerettet werden.

## Vorgeschichte
Für den Bau einer eigenen Kirche setzten sich vor allem die in Striesen lebenden böhmischen Exulanten ein, aber auch die Striesener selbst, die bis dahin zur Kreuzkirche gehörten. Die evangelisch-lutherische Religionsgemeinschaft der Exulanten war ursprünglich in Prag beheimatet, hatte jedoch während des Dreißigjährigen Krieges sich in Sachsen niederlassen müssen. ab 1861, dem Abriss der Johanniskirche besaßen die böhmischen Exulanten, von denen etwa 3000 in Dresden lebten, keine eigene Kirche mehr.
Nach einem beschränkten Wettbewerb erhielt der Architekt Gotthilf Ludwig Möckel 1878 den Auftrag zur Projektbearbeitung, obwohl das Architekturbüro Giese & Weidner den ersten Preis gewonnen hatte. Ausschlaggebend war das kostengünstige Angebot und die Überschreitung der geforderten Sitzplatzzahl (840 Plätze statt 800 geforderte Plätze).

## Beschreibung

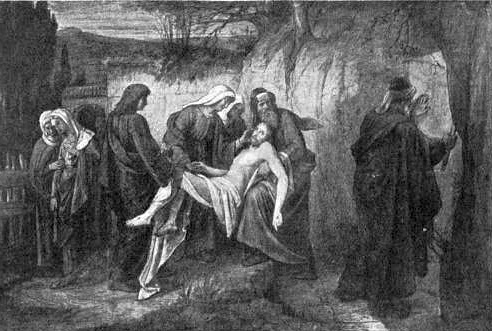
Wandgemälde von Karl Gottlob Schönherr

Der Architekt entwarf eine dreischiffige Hallenkirche mit fast quadratischem Grundriss mit polygonalem Chor und Emporeneinbauten in den Seitenschiffen. Sie war in frühgotischen Formen gehalten, die Möckel jedoch gegenüber der früher errichteten Johanneskirche derber gehalten hatte. Die Dachgestaltung wurde mit Hilfe von gestaffelten und kombinierten Walm- und Satteldächern aufgelockert. Dies entsprach zwar nicht dem Grundriss, trug jedoch „zu einer abwechslungsreichen Baugestaltung bei.“ Dem dienten auch kleine Dachgaupen, schmiedeeiserne Schmuckformen im Dachbereich und ein Portalgiebel-Relief „Lamm mit der Siegesfahne“ bei. Vor die breite Halle setzte Möckel einen wuchtigen, 60 Meter hohen Turm, in dem sich eine Vorhalle befand.
Die Fenster und Portale waren im hochgotischen Stil gestaltet. Das Innere zeigte Pfeiler und Kreuzgratgewölbe. Als oberer Abschluss des Turmes war ein in Spitzbogenstellung geöffnetes Glockengeschoss mit Umgang zu sehen. Darauf ruhte ein hoher, mit Schiefer verkleideter Turmhelm, der nach allen Seiten gleichseitige Dreiecksgiebel aufwies. Für die Fassade entstanden vier Sandsteinfiguren, welche die vier Evangelisten darstellen.
Die bescheidener ausgeführte Ausschmückung entsprach den äußerst geringen Mitteln, welche die Kirchgemeinde aufbringen konnte: Die Baukosten betrugen letztlich 168.000 Mark und damit nur knapp 30 % der Baukosten der nur 100 Plätze mehr fassenden Johanneskirche.
Die Orgel mit 24 Registern war ein Werk der Orgelbaufirma Schubert in Freiberg. Die drei Glocken stammten aus der Glockengießerei J. G. Große.

## Geschichte bis zum Ende des Zweiten Weltkrieges

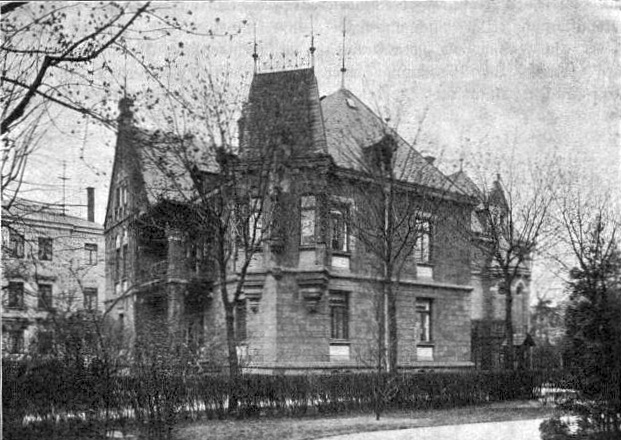
Pfarrhaus um 1900

Am 9. Oktober 1878, mit der Grundsteinlegung, begann an der Wittenberger / Ecke Paul-Gerhardt-Straße der Bau der Erlöserkirche. Sie wurde am 20. Juni 1880 geweiht. Ihren Namen erhielt sie nach der Prager „Mutterkirche“ der Exulanten. Die Weihe war ein besonderer Festtag für die damals noch selbständige Gemeinde Striesen, da einerseits sie zwar eine Exulantenkirche war, aber von vornherein feststand, dass sie den evangelischen Christen des Dorfes Striesen, die bis dahin keine eigene Kirche hatten und zur Kreuzkirche in Dresden eingepfarrt waren, gleichermaßen zur Verfügung stehen werde.
Die Kirche wurde demzufolge zunächst von der evangelischen Gemeinde und der böhmischen Exulantengemeinde gemeinsam genutzt, wobei beide Pfarrer abwechselnd die Predigten hielten, bis beide Gemeinden sich vereinigten.
1897 und 1909 wurde der Innenraum umgestaltet und erneuert. Die ursprünglichen Bronzeglocken gingen im Ersten Weltkrieg verloren und mussten 1920 vorerst durch ein Stahlgeläut ersetzt werden. 1933 wurden als Ersatz für das provisorische Stahlgeläut neue Bronzeglocken erworben.
1945 wurde die Kirche zerstört; die Ruine wurde in der Folge weiterhin für Gottesdienste genutzt.

## Geschichte nach dem Zweiten Weltkrieg
Das Stadtbauamt stellte am 1. Dezember 1959 den Inanspruchnahmebescheid für vier kirchliche Grundstücke gemäß § 14 des Aufbaugesetzes vom 6. September 1950 der Andreas-Erlöser-Gemeinde für den Wohnungsbau, der bereits 1960 beginnen solle. Auf einem der vier beanspruchten Grundstücke befand sich die Ruine der Erlöserkirche, auf einem zweiten das zerstörte Kirchgemeindehaus und auf einem dritten das zerstörte Pfarrhaus.
Superintendent Gerhart Wendelin protestierte zwar energisch, dass die Kirchenruine sei ein „Kulturdenkmal besonderer Art“ sei, dass die Erlöserkirche von den Nachkommen der Lutheraner erbaut worden sei, die in Prag verfolgt wurden und 1639 flüchten mussten. Sie sei somit ein bauliches Zeugnis der Gemeinde böhmischer Exulanten, weshalb innerhalb der Gemeinde noch Tschechisch gesprochen würde und die Verbindung nach Prag sich bis in die damalige Gegenwart erhalten habe. Damit wäre sie auch gleichzeitig ein „lebendiges Zeugnis deutsch-tschechischer Freundschaft“. So seien bei in der Ruine abgehaltenen Gottesdiensten im Sommer auch Delegationen aus der ČSR dabei gewesen.
Trotzdem wurde die Kirche im Winter 1961/1962 gesprengt. Die Wohnhäuser wurden zwar nicht 1960 gebaut, sondern erst einige Jahre später. Am Standort deutet seither nichts auf das einstige Gotteshaus hin.
Gerettet wurden die wertvollen Abendmahlsgeräte der böhmischen Exulanten, die vorsorglich nach Dippoldiswalde ausgelagert worden waren. Silberne Kelche, das beschädigte Altarkruzifix und das kupferne Taufbecken blieben ebenfalls erhalten. In einem feuerfesten Tresor blieben das Pirnaer Wappenbuch, einige Urkunden und die Kirchenbücher von 1880 bis 1942 erhalten. Alle diese Gegenstände befinden sich seit Aufhebung der Exulanten-Gemeinde am 1. Januar 2000 in einer Stiftung. Die kleinste Bronzeglocke erhielt zunächst die Herz-Jesu-Kirche, die sie später an eine Lausitzer Dorfkirche weitergab. Von der Turmfassade wurden vier Apostelstatuen und ein Reliefmedaillon mit dem Lamm Gottes gerettet. Zunächst sollten sie die Versöhnungskirche erhalten, sie wurden schließlich an der Striesener Friedhofskapelle aufgestellt. Ein ebenfalls erhalten gebliebenes Lutherrelief von 1915 ist seit der Enttrümmerung verschollen.

## Gemeinde
1910 hatten sich die Exulanten-Gemeinde und die nach Bau der Kirche gebildeten ev.-luth. Gemeinde zur Erlöser-Kirchgemeinde vereinigt, der nun über 40.000 Mitglieder angehörten und die deshalb geteilt wurde: Ein Großteil bildete die Gemeinde der Versöhnungskirche. Die Erlöser-Kirchgemeinde besaß neben der Erlöserkirche auch zwei Pfarrhäuser und ein noch heute erhaltenes Wohnhaus auf der Wartburgstraße 5. 1912 entstand in unmittelbarer Nachbarschaft ein neues Gemeindehaus für kirchliche Veranstaltungen in kleineren Rahmen.
Im Februar 1945 brannten Kirche, Gemeinde- und Pfarrhaus total aus. Von den damals 26 000 Menschen der Gemeinde blieben etwa 3000 übrig. Ab Mai 1945 konnte die Gemeinde in der wenig beschädigten katholischen Herz-Jesu-Kirche evangelische Gottesdienste feiern. Die Grundmauern und der Turmstumpf der Kirche waren erhalten geblieben und dienten in der warmen Jahreszeit als Raum für Gottesdienste unter freiem Himmel. Das Areal wurde zu vielen Anlässen wie Andachten, Jubelkonfirmationen oder Gemeindefesten intensiv genutzt.
Die Dresdner Exulantengemeinde feierte am Gründonnerstag, dem 6. April 1950, ihr 300-jähriges Bestehen. Kontakte zur „Mutterkirche“ der Exulanten, der Prager Salvatorkirche, konnten bereits in den 1950er Jahren wieder geknüpft werden und unter teils schwierigen Bedingungen fanden gegenseitige Besuche statt. Allerdings nahm die Zahl der Gemeindeglieder der Exulantengemeinde stetig ab, 1994 stand nur noch ein Name auf der Liste. Aufgrund alter Statuten waren die Böhmischen Exulanten nicht mehr handlungsfähig.
Die am Stephanienplatz gelegene Andreaskirche hatte das gleiche Schicksal wie die Erlöserkirche: Von dieser Gemeinde verblieben etwa 2500 Menschen, die Ruine deren Gotteshauses wurde später ebenfalls abgetragen. Am 1. November 1945 verschmolzen die beiden dezimierten Gemeinden zur Erlöser-Andreas-Gemeinde. Am 22. September 1957 wurde das neu aufgebaute Gemeindehaus mit Kirchensaal in der Haydnstraße 23 geweiht, das eine Glocke der alten Andreaskirche erhielt. Bei der künstlerisch-religiösen Gestaltung des neuen Kirchsaals im Gemeindehaus und der wieder hergestellten Friedhofskapelle (Kruzifixe, Fenster) war die Zusammenarbeit mit dem Bildhauer Rolf Schulze maßgebend, der auch 1971 das Kirchensiegel der Erlöser-Andreas-Gemeinde entworfen hatte: Das Zeichen der Exulantengemeinde, den Kelch auf der aufgeschlagenen Bibel, und darunter das Andreaskreuz sind in ihm zu finden.
Mit der Fusion der Kirchgemeinden Erlöser-, Andreas- und Trinitatiskirchgemeinde zur „Johanneskirchgemeinde Dresden-Johannstadt-Striesen“, die am 1. Januar 2000 vollzogen wurde, erfolgte auch die Aufhebung der Böhmischen Exulantengemeinde.

## Kantoren und Organisten
- 1884–1912: Louis Fischer, von der Striesener Gemeinde
- 1890–1911: Friedrich Läßker, von der Böhmischen Gemeinde
- 1898–1907: A. Hottinger (Hilfsorganist)
- 1907–1911: Ernst Schnorr von Carolsfeld (Hilfsorganist)
- 1912–1914: Karl Richard Fuchs
- danach: A. Kubel, Reiche, Jost und Schanze (Vakanzvertretung)
- 1916–1945: Richard Schmidt (Vertretung während des Militärdienstes durch Reiche)